# Rio Bogleasa
O Rio Bogleasa é um rio da Romênia afluente do Rio Băleasa, localizado no distrito de Maramureş.